# Gennaro De Stefano
Gennaro De Stefano (Portici, 24 maggio 1951 – Roma, 1º maggio 2008) è stato un giornalista e scrittore italiano.

## Biografia
Nato a Portici (NA) il 24 maggio 1951, si trasferì ad Avezzano, in Abruzzo, dove visse stabilmente. Il nonno e il padre, imprenditori edili, furono tra i protagonisti della ricostruzione della città marsicana dopo il terremoto del 1915. In particolare negli anni quaranta quando l'impresa di famiglia edificò in corcorso la nuova cattedrale e negli anni sessanta con la costruzione di uffici pubblici e ville private in stile tardo Liberty. Diplomato al liceo classico "Alessandro Torlonia" iniziò a coltivare la passione per il giornalismo attraverso l'attività di freelance. Ha lavorato per il quotidiano L'Unità dal 1975 al 1980, poi per altre riviste come Gente e Oggi, collaborando tra gli altri con Pino Aprile e Paolo Occhipinti. È stato autore di molti scoop sui principali casi italiani di cronaca nera dal memoriale di Pietro Pacciani al mostro di Foligno, dalla cattura di Bernardo Provenzano fino al delitto di Cogne, cui aveva dedicato un libro intervista con Annamaria Franzoni, condannata per infanticidio, intitolato La verità.
Nel 1992, mentre si stava occupando per il settimanale Visto del delitto di Balsorano fu protagonista di un clamoroso caso di malagiustizia. Convinto dell'innocenza del principale imputato Michele Perruzza, che nei suoi articoli difese mettendo in luce le pecche investigative, venne incastrato per ritorsione da un poliziotto, funzionario del commissariato di Avezzano, che fece nascondere un involucro contenente circa 23 grammi di cocaina sotto il cruscotto della sua macchina, attraverso la collaborazione illecita di due pregiudicati locali. De Stefano, vista l'ingente quantità di droga rinvenuta, il 31 agosto 1992 fu condotto in carcere dove restò per 57 giorni. I dubbi sull'operazione e alcune incongruenze emersero sin da subito. Solo dopo circa un anno la verità processuale lo scagionò per non aver commesso il fatto, condannando il poliziotto a sei anni e otto mesi di reclusione per abuso, calunnia, falso e spaccio di sostanze stupefacenti. Il funzionario venne arrestato il 14 settembre 1993; successivamente fu radiato dalle forze della Polizia di Stato.
Nel 1998 gli fu assegnato il Premiolino, uno fra i più antichi e importanti premi giornalistici italiani. Dopo essere stato iscritto per un lungo periodo come giornalista pubblicista nell'Ordine dei giornalisti dell'Abruzzo diventò professionista nel 2004. Aliberti Editore pubblicò nel 2008 l'opera intitolata Un giornalista scomodo. L'autobiografia di uno dei più grandi cronisti dei nostri tempi, completata da Gennaro De Stefano nel mese di marzo dello stesso anno, poco prima della sua morte. Ammalato da tempo, morì a Roma il 1º maggio del 2008. Alcuni anni dopo Rai 3 ha trasmesso il documentario a lui dedicato intitolato I mostri di Balsorano.

## Riconoscimenti
- Premio giornalistico Premiolino (1998)[10].

## Opere
- Il delitto di Balsorano
- Il caso Schmetterling. Il delitto del videotel
- La verità
- Un giornalista scomodo. L'autobiografia di uno dei più grandi cronisti dei nostri tempi
- L'Uomo di Cogne (opera postuma)

## Testate per cui ha lavorato
- Gente
- L'Unità
- Oggi
- Vario
- Visto